# Liste der Kulturdenkmäler in der Gießener Gesamtanlage IV
Die folgende Liste enthält die in der Denkmaltopographie ausgewiesenen Kulturdenkmäler auf dem Gebiet  der  Stadt Gießen, Landkreis Gießen, Hessen.
Hinweis: Die Reihenfolge der Denkmäler in dieser Liste orientiert sich zunächst an Stadtteilen und anschließend der Anschrift, alternativ ist sie auch nach der Bezeichnung, der vom Landesamt für Denkmalpflege vergebenen Nummer oder der Bauzeit sortierbar.
Kulturdenkmäler werden fortlaufend im Denkmalverzeichnis des Landes Hessen durch das Landesamt für Denkmalpflege Hessen auf Basis des Hessischen Denkmalschutzgesetzes (HDSchG) geführt. Die Schutzwürdigkeit eines Kulturdenkmals hängt nicht von der Eintragung in das Denkmalverzeichnis des Landes Hessen oder der Veröffentlichung in der Denkmaltopographie ab.

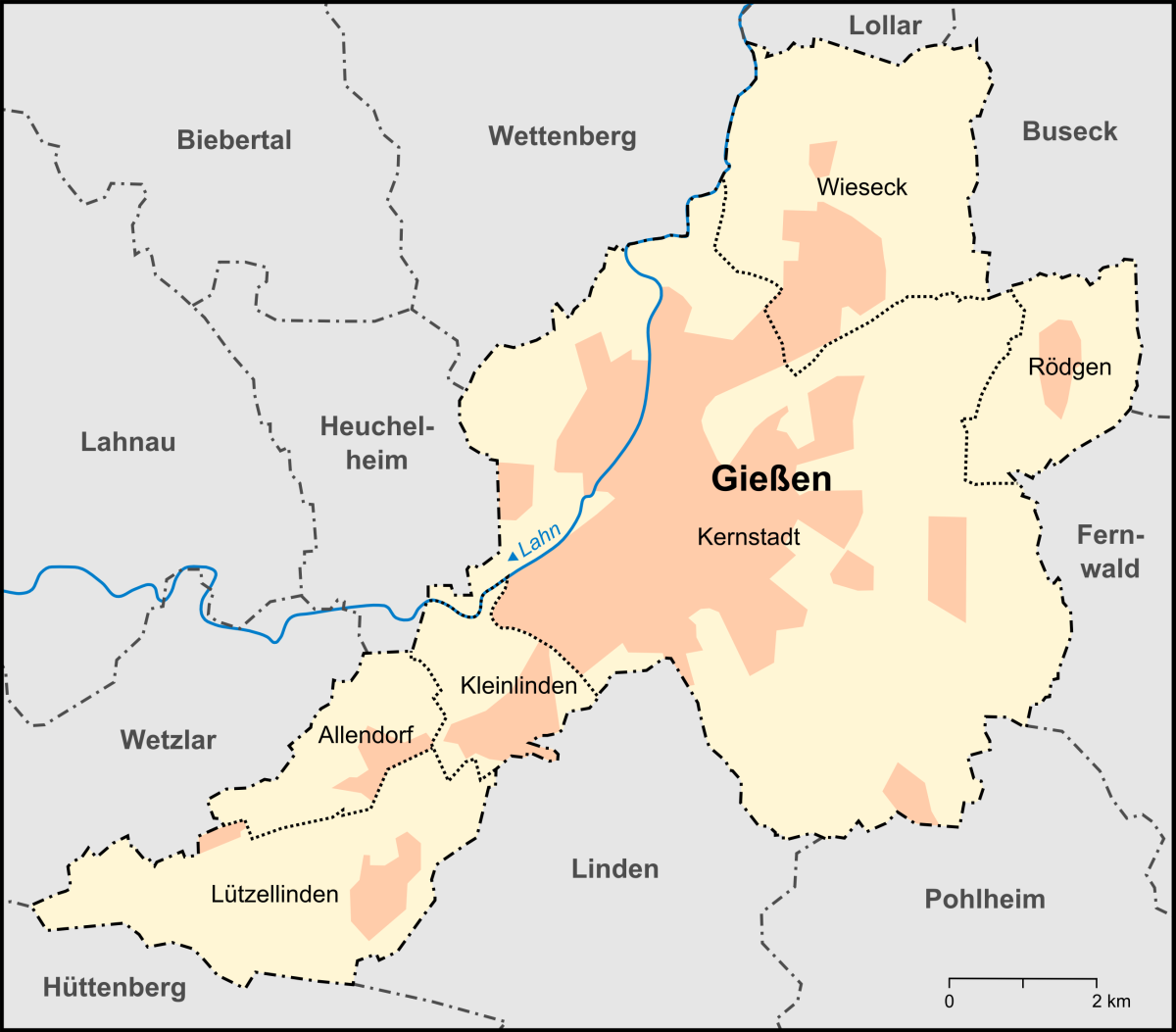
Gießener Stadtteile/Ortsbezirke

Diese Liste enthält alle Kulturdenkmäler der Gesamtanlage IV Asterweg der Stadt Gießen.
| Bild                              | Bezeichnung                       | Lage                                             | Beschreibung | Bauzeit       | Objekt-Nr. |
| --------------------------------- | --------------------------------- | ------------------------------------------------ | --- | ------------- | ---------- |
|                                   |                                   | Asterweg 9 LageFlur: 1, Flurstück: 1329/1        | Dreigeschossiges Bürgerhaus aus der Zeit des Biedermeier | 1828          | 60480 DDB  |
|                                   |                                   | Asterweg 15 LageFlur: 1, Flurstück: 1334/1       | Dreigeschossiges Handwerkerhaus. Die ältesten Teile des verputzten Fachwerkhauses stammen aus dem 15. und 16., die klassizistische Fassade aus dem 19. Jahrhundert. |               | 60481 DDB  |
|                                   |                                   | Asterweg 19 LageFlur: 1, Flurstück: 1341/1       | Wohn- und Werkstättengebäude, Handwerkerhof der Wende vom 19. zum 20. Jahrhundert | 1900          | 60483 DDB  |
|                                   |                                   | Asterweg 29 LageFlur: 1, Flurstück: 1358 u. 1359 | Repräsentatives Wohnhaus im Stil des Spätklassizismus | 1883          | 60485 DDB  |
| weitere Bilder                    |                                   | Asterweg 31 LageFlur: 1, Flurstück: 1360         | Ehemalige Werkstatt mit Pferdestall. Das zweigeschossige Gebäude zur Straße ist in Formen der Renaissance gestaltet. | 1886          | 60487 DDB  |
|                                   |                                   | Asterweg 32 LageFlur: 2, Flurstück: 131/4        | Dreieinhalbgeschossiges Wohnhaus der Gründerzeit in spätklassizistischem Stil | 1876          | 61617 DDB  |
|                                   |                                   | Asterweg 35 LageFlur: 1, Flurstück: 1362/1 u. 2  | Repräsentatives Wohnhaus der Gründerzeit, baugleich mit Asterweg 29 | 1885          | 60489 DDB  |
| Ricarda-Huch-Schule               | Ricarda-Huch-Schule               | Dammstraße 26 LageFlur: 1, Flurstück: 1332/2     | Der dreigeschossige Bau der ehemaligen „Höheren und Erweiterten Mädchenschule“ ist in einem Mischstil aus Renaissance und Jugendstil errichtet. Das Innere weist zahlreiche Jugendstildetails wie Wandbrunnen, Säulen, Kacheln etc. auf.                                                            | 1908          | 60491 DDB  |
| Reste der öffentlichen Grünanlage | Reste der öffentlichen Grünanlage | Nordanlage LageFlur: 1, Flurstück: 1363/3        | Ende der 1870er und Anfang der 1880er Jahre entstanden an der Nordanlage öffentliche Grünanlagen. Nach weitgehender Verbauung blieben Reste am Oswaldsgarten, östlich des Asterwegs und besonders vor der Schiller- und der Ricarda-Huch-Schule, in deren Zentrum das Denkmal für Carl Heyer steht. | 1875 bis 1885 | 60603 DDB  |
| weitere Bilder                    | Sachteil Toranlage                | Schillerstraße 7 LageFlur: 1, Flurstück: 1353    | Schmiedeeisernes Hoftor eines spätklassizistischen, nach teilweiser Zerstörung im Zweiten Weltkrieg stark veränderten Wohnhauses. | 1880          | 60493 DDB  |
| Schillerschule                    | Schillerschule                    | Schillerstraße 8 LageFlur: 1, Flurstück: 1357    | Klassizistischer Bau der Höheren Mädchenschule | 1880          | 60494 DDB  |
|                                   |                                   | Schillerstraße 11 LageFlur: 1, Flurstück: 1356   | Schlichtes spätklassizistisches dreigeschossiges Wohnhaus mit Werkstatt | 1881          | 60496 DDB  |